# Faaborg (stad)
Faaborg (plaatselijke voorkeurspelling) of Fåborg is een plaats en een voormalige gemeente in Denemarken.

## Voormalige gemeente
De oppervlakte bedroeg 227,48 km². De gemeente telde 17.325 inwoners waarvan 8621 mannen en 8704 vrouwen (cijfers 2005).
Sinds 1 januari 2007 hoort Faaborg bij de gemeente Faaborg-Midtfyn.

## Plaats
De plaats Faaborg telt 6988 inwoners (2020). Er is een haven met verschillende veerdiensten. Faaborg valt kerkelijk gezien onder de parochie Faaborg.
Al in 1229 werd de vestingstad Faaborg door Valdemar de Overwinnaar aan zijn schoondochter Eleonora van Portugal geschonken. Het stadje is nog in het bezit van een stadspoort, de Vesterport. Het is een van de twee stadspoorten, die Denemarken rijk is.
De klokkentoren (Klokketårn) is een restant van de al rond 1550 afgebroken St. Nikolai Kirke. De klokken doen nog steeds dienst voor de Hellingåndskirke, die zelf geen klokken bezit. Viermaal per dag worden er op het carillon psalmen gespeeld.
Kenmerkend voor Faaborg zijn de binnenplaatsen en de vakwerkgebouwen.

## Naam
Faa of få wordt als "fo" uitgesproken en komt van een Middeldeens woord fo dat "vos" betekent.

## Trivia
De Deense sprookjesschrijver Hans Christiaan Andersen kwam regelmatig in Faaborg. Hij was bevriend met de familie Voigt en dong, als arm student, tevergeefs naar de hand van dochter Riborg. Zij gaf de voorkeur aan de zoon van de plaatselijke apotheker.

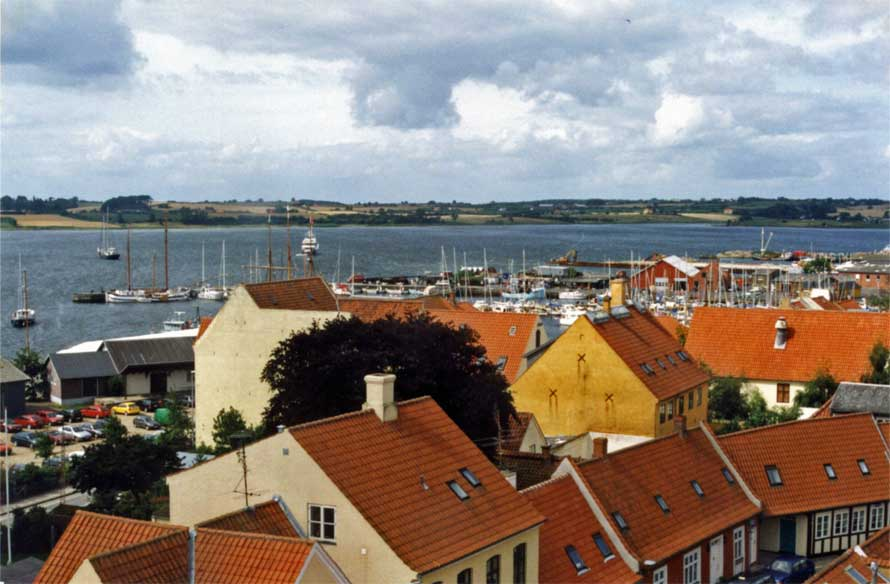
Zicht op Faaborg
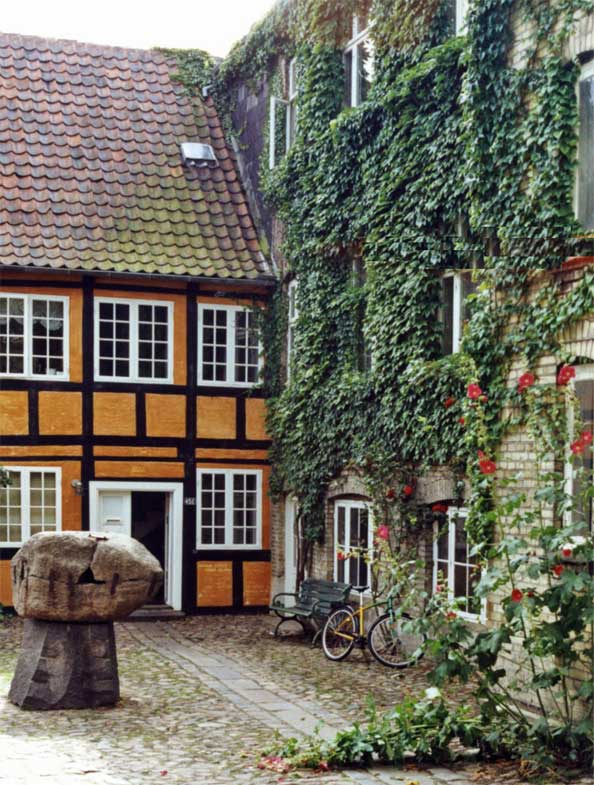
Faaborg (binnenplaats)
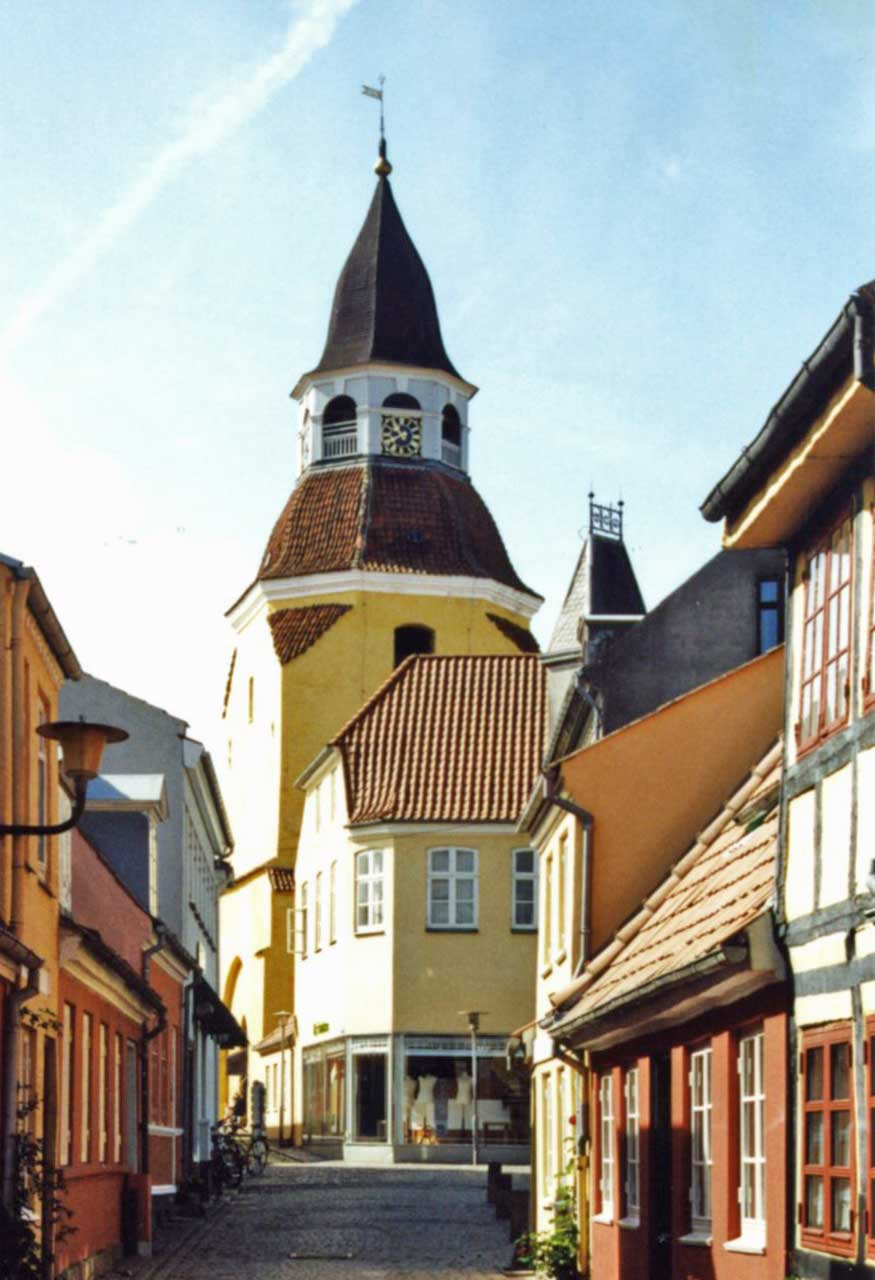
Faaborg met Klokkentoren
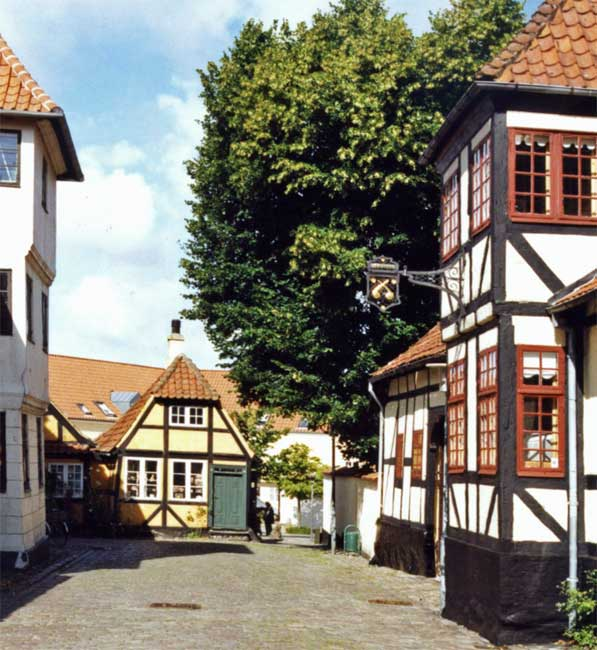
Faaborg (stadsgezicht)
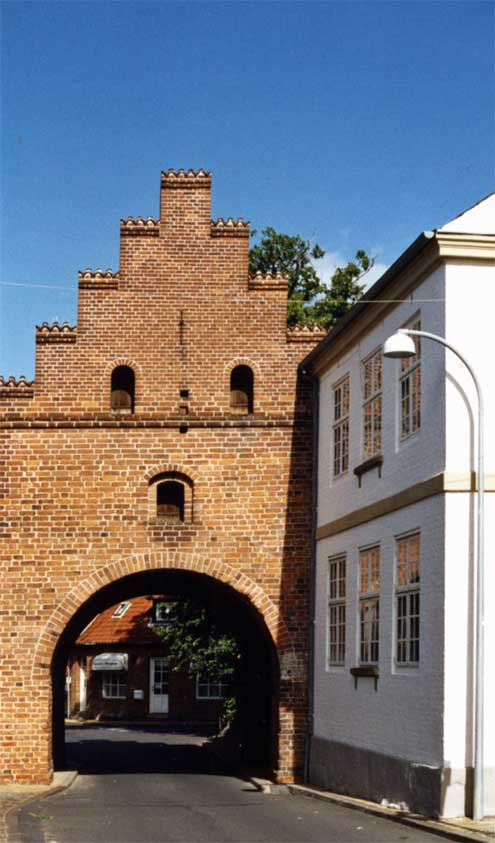
Faaborg (stadspoort)
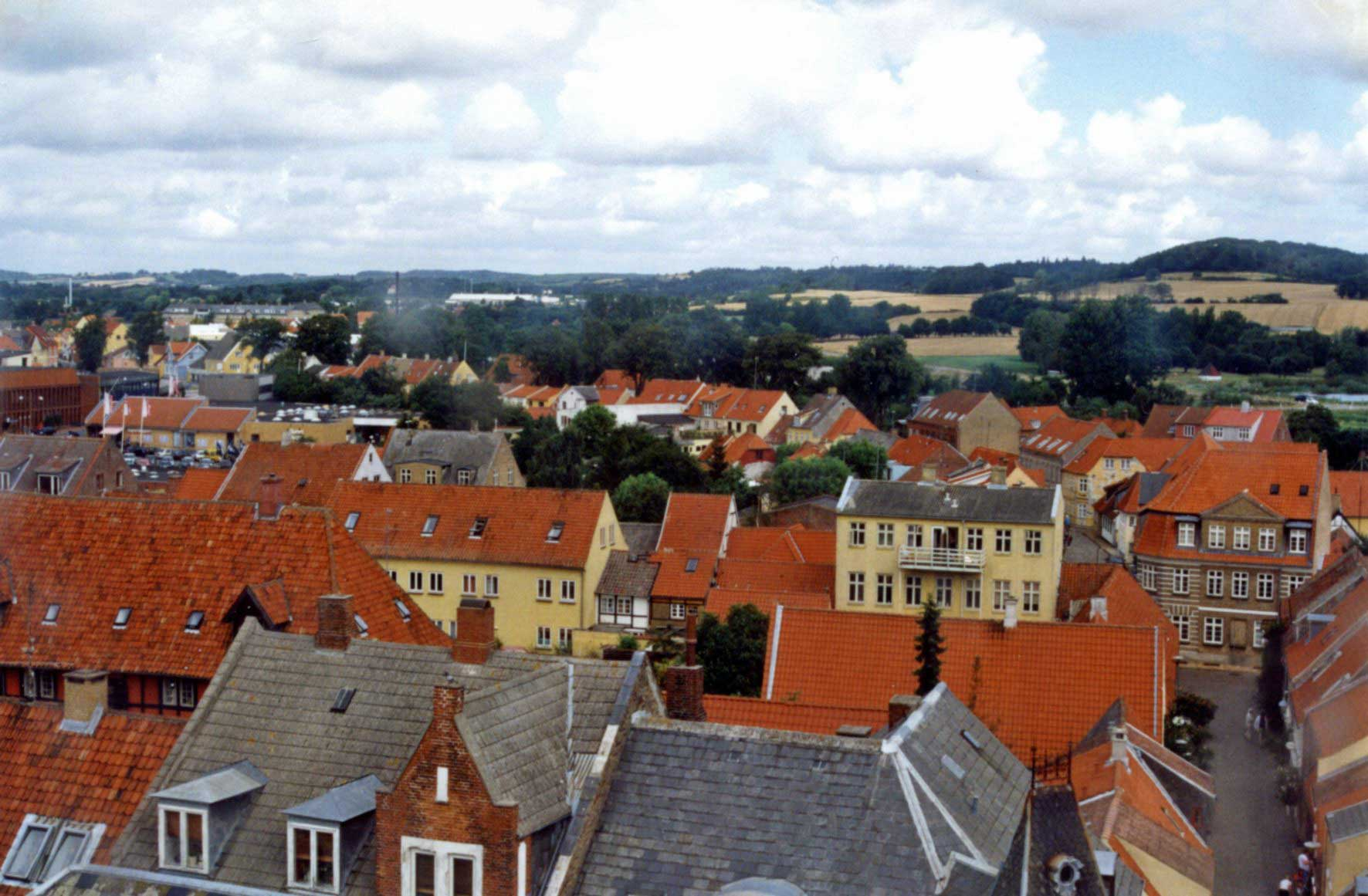
Zicht op Faaborg

- Gemeinsame Normdatei: 1252369395
- Nationale Bibliotheek van Tsjechië: ge1046592
- Virtual International Authority File: 6671149296248680670002